# Li Jianrou
Li Jianrou (chinesisch 李坚柔, Pinyin Lǐ Jiānróu, * 15. August 1986 in Jilin) ist eine chinesische Shorttrackerin.
Li gewann im Jahr 2008 ihren ersten nationalen Titel, war auch bei der Asienmeisterschaft erfolgreich und gehört seitdem zum Nationalteam. Sie wird von Li Yan trainiert. In den folgenden Jahren konnte sie sich jedoch nicht gegen die nationale Konkurrenz durchsetzen, so schaffte sie erst in der nacholympischen Saison 2010/11 den Sprung ins chinesische Weltcupteam. Gleich bei ihrem Weltcupeinsatz im Februar 2011 in Moskau wurde Li über 1000 m Dritte und erreichte ihren ersten Podestplatz. Mit der Staffel gewann sie zudem das Weltcuprennen. Li startete auch bei den Saisonhöhepunkten. Sie gewann mit ihren Teamkolleginnen bei der Teamweltmeisterschaft in Warschau die Silbermedaille, nur knapp geschlagen durch das südkoreanische Team. Li überzeugte auch bei der Weltmeisterschaft in Sheffield. Über 500 m und 3000 m wurde sie im Finale jeweils Vierte, über 1500 m Fünfte, was ihr Rang sieben im Mehrkampf einbrachte. Mit der Staffel gewann sie überlegen ihren ersten Weltmeistertitel. Auch die Saison 2011/12 lief für Li erfolgreich. Beim Weltcup in Salt Lake City erreichte sie als Dritte erstmals über 1500 m das Podest, über 1000 m errang sie drei Podestplätze, darunter in Nagoya ihren ersten Weltcupsieg in einem Einzelrennen. In der 1000-m-Weltcupwertung wurde sie Zweite. Mit der Staffel gewann Li fünf der sechs Weltcuprennen. Ihre beste Saisonleistung zeigte Li jedoch bei der Heimweltmeisterschaft in Shanghai. Sie gewann über 1000 m Silber, über 1500 m Gold und wurde erstmals Weltmeisterin im Mehrkampf. Auch mit der Staffel war Li erfolgreich und gewann somit bei der Meisterschaft insgesamt drei Titel.